# 쇼핑카트

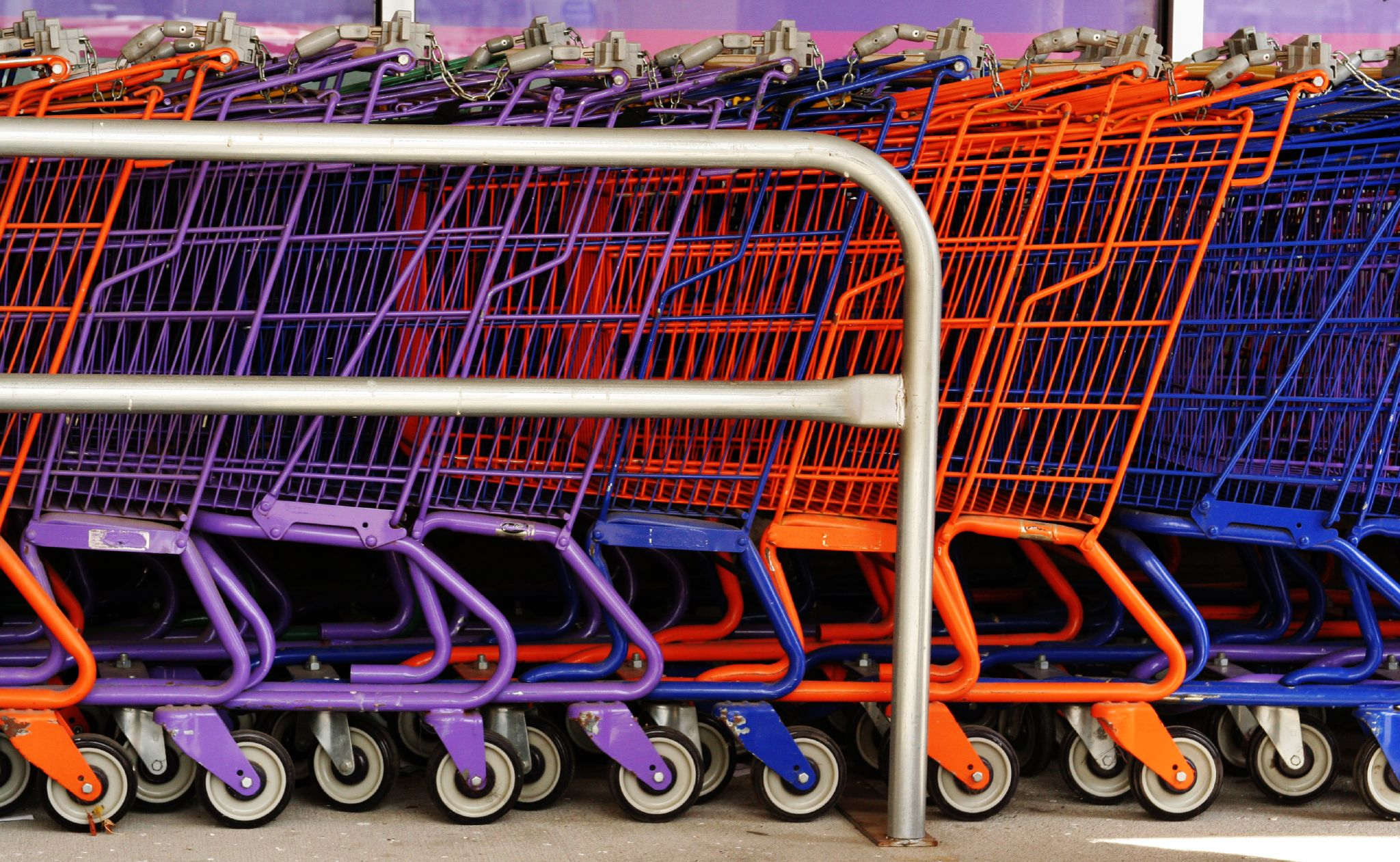
쇼핑카트

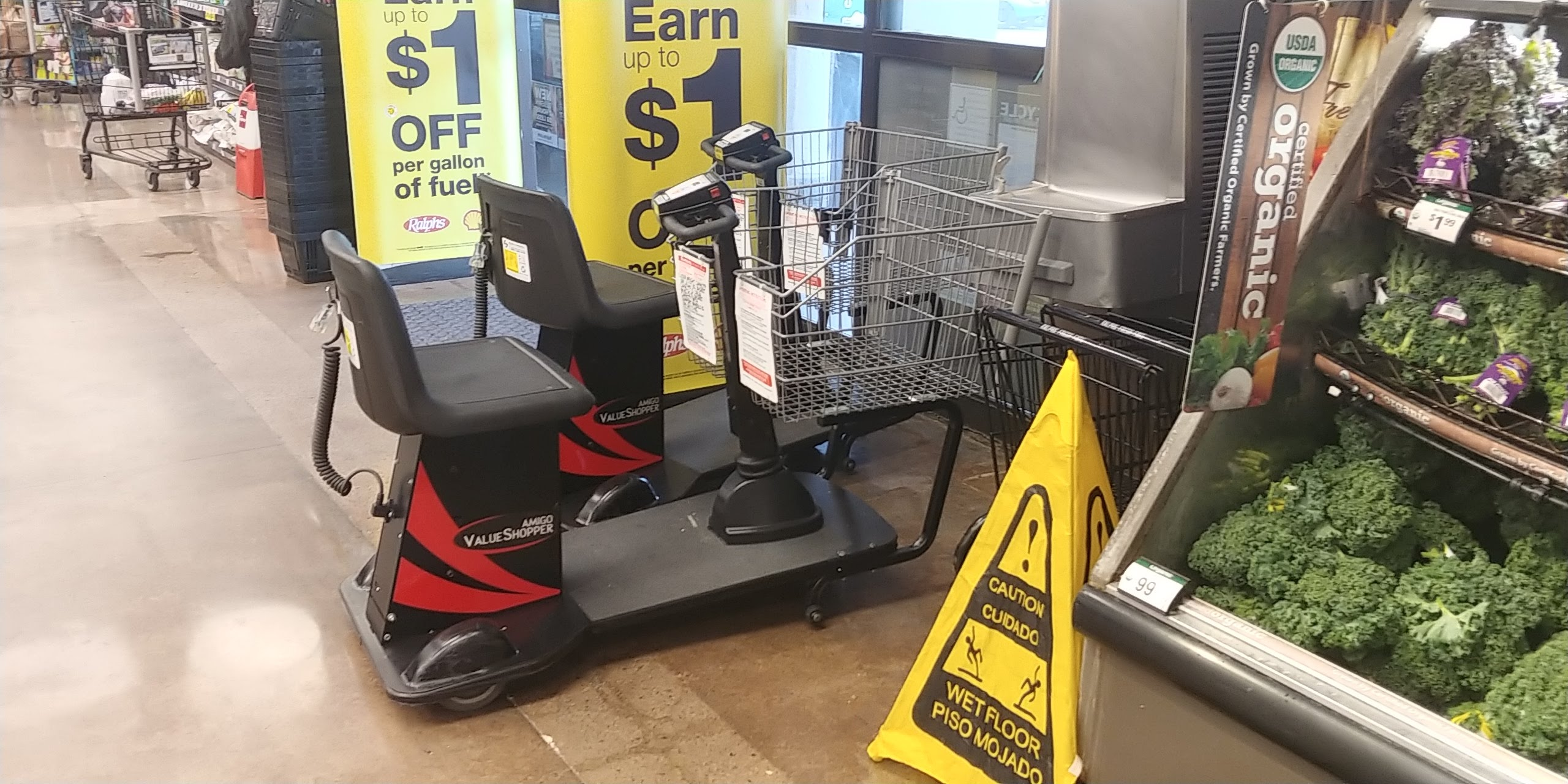
전동 쇼핑카트

쇼핑카트(미국 영어: shopping cart, 영국 영어: shopping trolley)는 쇼핑할 때 이용하는 경량 화물용 운송 수단(light vehicle)이다. 미국에서 처음 발명되었다. 손잡이 바로 너머에는 어린 아이를 한 명 또는 두 명 앉힐 수 있는 의자가 있는 경우가 많다. 자동차 모양 등 아이들이 좋아하는 모양의 쇼핑카트도 있다. 대한민국에서는 카트를 사용한 후에 제자리에 반납하는 것을 유도하기 위해 100원 또는 500원 주화를 보증금으로 넣고 사용할 수 있는 쇼핑카트가 널리 쓰였으나, 최근에는 동전을 넣지 않고도 사용할 수 있는 점포가 늘어나는 추세이며 그만큼 카트 도난도 성행하고 있는 추세이다. 쇼핑카트에 광고가 부착되어 있는 경우가 많다. 예전에는 쇼핑카트가 금속 재질로 만들어졌으나 현재는 플라스틱 재질의 카트도 출시되고 있다.